# Fiódor Kuzmich

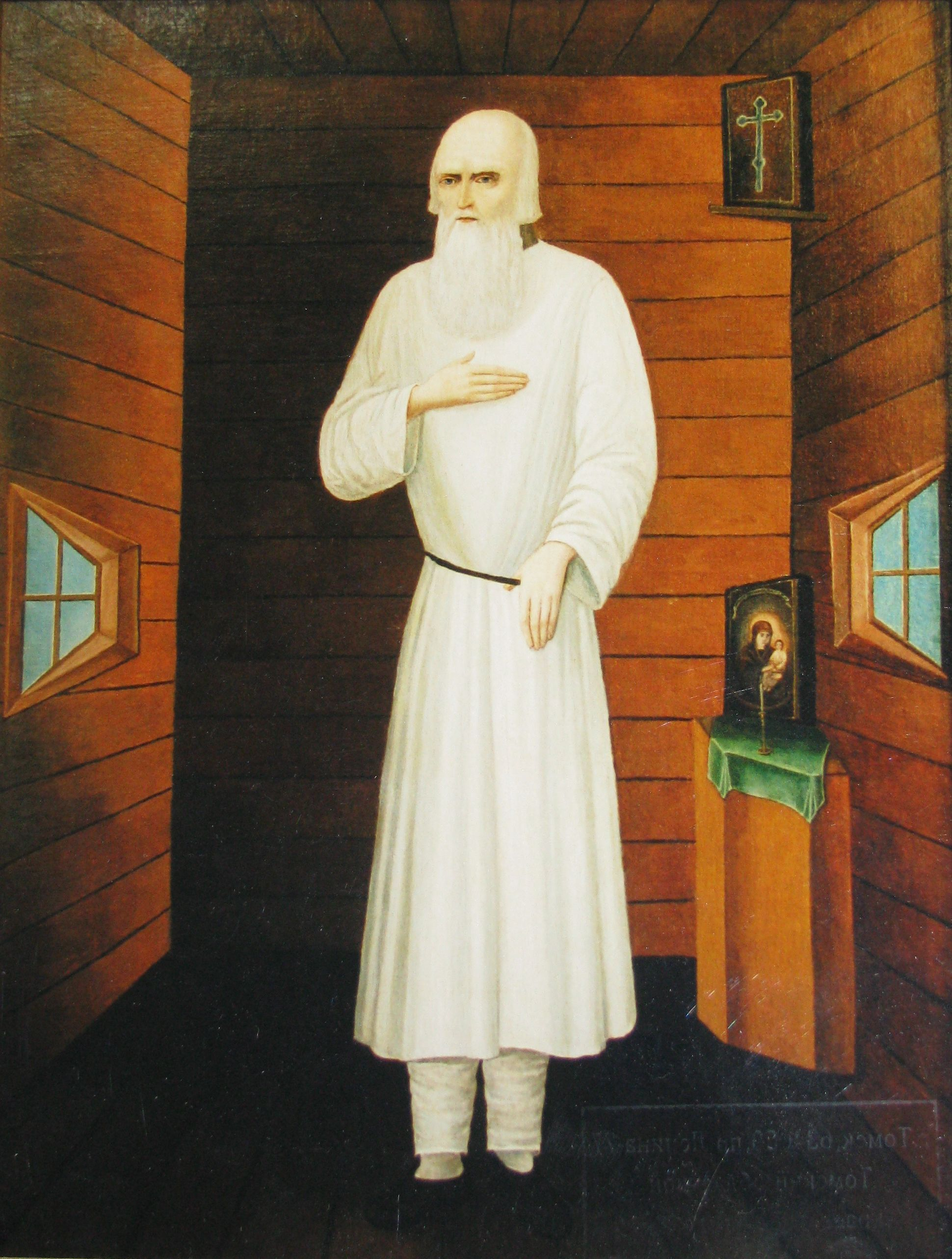
Fiódor Kuzmich en Tomsk.

Fiódor Kuzmich (en ruso: Фёдор Кузьмич), también conocido como Fiódor Kozmich y Fiódor de Tomsk (1776 o 1777 - 1 de febrero de 1864 en Tomsk), fue un stárets ortodoxo ruso. Fue canonizado como un santo por la Iglesia Ortodoxa Rusa en 1984.
Existe una leyenda famosa que da por hecho que Fiódor Kuzmich fue un realidad un nombre que escogió el zar Alejandro I de Rusia, quien habría fingido su muerte en 1825 para convertirse en un ermitaño. El hecho se confirma indirectamente ya que el santo era particularmente venerado por la familia imperial rusa.